# Semiothisa santaremaria
Semiothisa santaremaria là một loài bướm đêm trong họ Geometridae.